# 吉尼奥尔
吉尼奥尔（Guignol）是一个法国木偶剧及其主要角色的名称。 
虽然通常被认为是儿童娱乐，但是吉尼奥尔敏锐的智慧和语言的活力，也一直得到成人的赞赏，如同一个著名的里昂剧团的格言：“吉尼奥尔让孩子发笑… 让成人感到诙谐”。

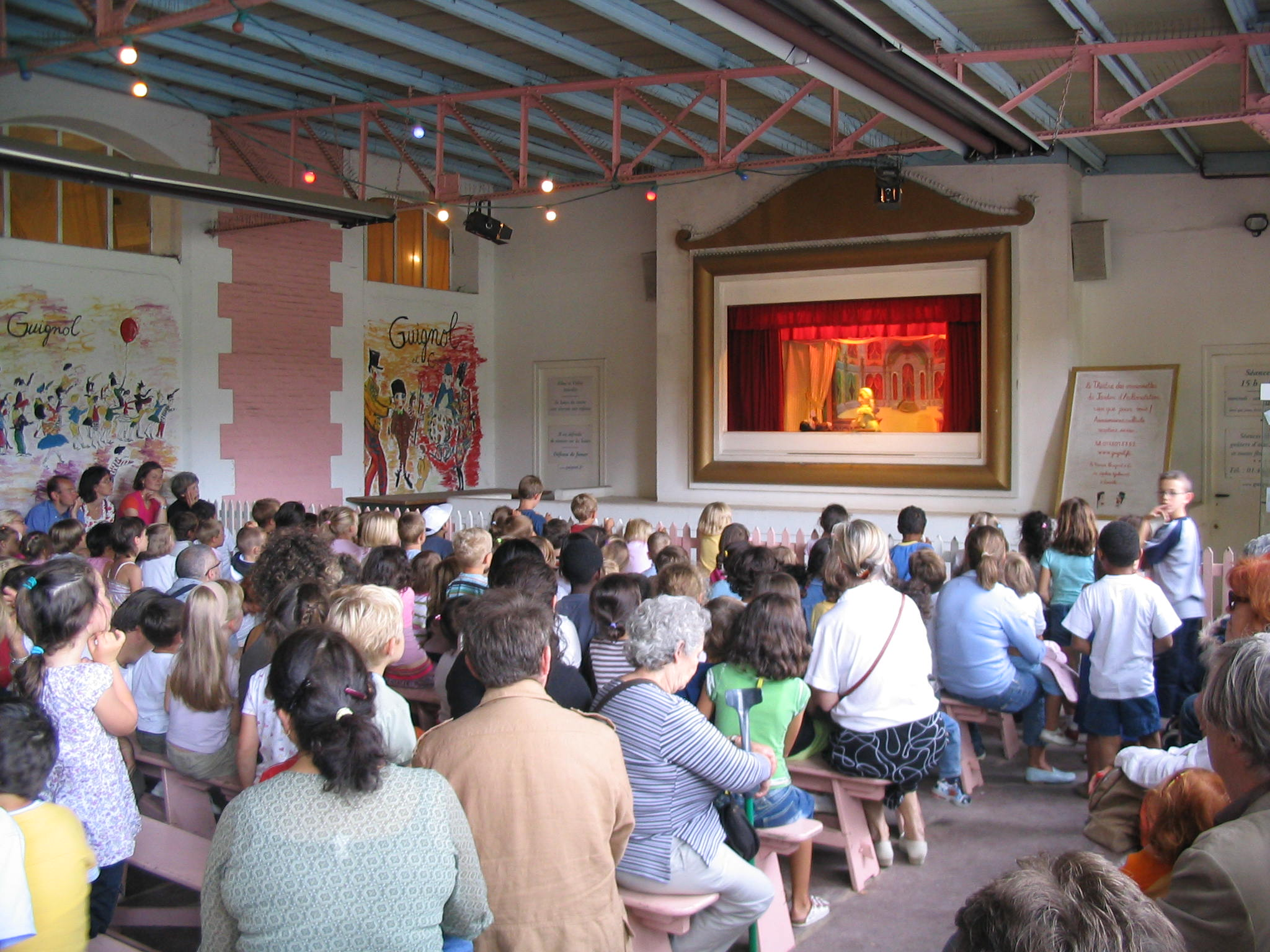
巴黎的一场吉尼奥尔表演

吉尼奥尔的创造者Laurent Mourguet，于1769年3月3日出生在一个丝织工人家庭。1788年他与 Jeanne Esterle 的结婚证书表明他不识字。法国大革命期间丝绸贸易衰退，于是他成为一名小贩，1797年成为牙医，当时只是简单的拔牙。这项服务是免费的，只是靠出售术后减轻疼痛的药物挣钱。为了吸引病人，他开始在椅子前表演木偶戏。 
他的第一个木偶剧是表现普钦内拉（Polichinelle），这个角色取自意大利的喜剧，在英国就变成了庞奇（Punch）。到1804年，他已经相当成功，于是完全放弃了牙医职业，成为一名专业的木偶剧演员。他根据他的工人阶级观众的爱好和关注的新闻时事设计情节，创造了接近里昂观众日常生活的角色，第一个是尼亚弗龙（Gnafron），一名爱喝酒的鞋匠，在1808年又创造了吉尼奥尔的角色。其他角色，包括吉尼奥尔的妻子马德隆和宪兵弗拉若莱紧随其后。 
吉尼奥尔的职业最初与他大部分的观众一样是丝织工人，但是后来他的职业经常改变，如同她的婚姻状况一样：他可以变为仆人，小贩，木匠，鞋匠，或失业。有时他是马德隆的丈夫，有时是她痴心的追求者，根据要求而定。保持不变的是他的贫困，更重要的是他的幽默和正义感。在法语中使用“吉尼奥尔”作为贬义，意为“小丑”，这是一个奇怪的飛白辭格,因为吉尼奥尔是聪明，勇敢和慷慨的，而且总是代表美好战胜邪恶。 
Mourguet的16名子孙接续了这一传统，今天的许多表演仍可追溯到他的遗产。根据时代、地区和表演者的不同，吉尼奥尔原来强烈的讽刺性往往被冲淡，仅仅是儿童票价，甚至经常成了滑稽戏，但是在他的家乡里昂，原来的精神仍然保存, 传统与现代的表演都是当地文化的成分。除了社会讽刺，吉尼奥尔已成为当地方言重要的保护者。